# Shiori Koseki
Shiori Koseki, född den 30 juni 1972 i Toyama, är en japansk softbollspelare.
Hon tog OS-silver vid de olympiska softboll-turneringarna vid olympiska sommarspelen 2000 i Sydney.